# 11 mars 1980
Le mardi 11 mars 1980 est le 71e jour de l'année 1980.

## Naissances
- Ana Paula Larroza, joueuse brésilienne de volley
- Beata Naigambo, athlète namibienne
- Blaža Pintarič, cycliste slovène spécialiste de VTT cross-country
- Dan Uggla, joueur de base-ball américain
- Eric Kwekeu, joueur de football camerounais
- Gabriela Pichler, réalisatrice, scénariste et monteuse suédoise
- Honorine Mafeguim, judokate camerounaise
- Inês Cristina Zuber, femme politique portugaise
- Jérôme Suderie, joueur de rugby français
- Paul Scharner, footballeur autrichien
- Rich Hill, joueur américain de baseball
- Rose Angèle Faye, entrepreneuse franco-sénégalaise
- Sturla Brandth Grøvlen, directeur de la photographie norvégien

## Décès
- Édouard Ainciart (né le 21 décembre 1908), joueur français de rugby à XV
- Julio de Caro (né le 11 décembre 1899), compositeur et chef d'orchestre de tango
- Mikhaïl Kaufman (né le 4 septembre 1897), opérateur et réalisateur soviétique
- Yūnosuke Itō (né le 3 août 1919), acteur japonais

## Événements
- Début des championnats du monde de patinage artistique 1980
- Création du Parti du centre aux Pays-Bas
- Début du Printemps berbère en Algérie, au cours duquel les berbères revendiquent l'officialisation de la langue tamazight. Grèves et émeutes en Kabylie et à Alger.
- Sir Julius Chan, chef du parti pour le Progrès du peuple, devient Premier ministre de Papouasie-Nouvelle-Guinée. Intervention sur l’île de Vanuatu pour y étouffer une révolte.